# A·J·迈克林
亞利山大·詹姆斯·「A. J.」·麥克林（Alexander James "A. J." McLean，1978年1月9日—）是一位美國歌手，新好男孩成員之一。

## 簡歷

### 早年生活
麥克林出生於佛羅達州的西棕榈滩，他的父親是鮑伯·麥克林，母親是丹尼斯·費南德斯·麥克林。他的雙親在他四歲時離婚，麥克林是由母親與外祖父母烏蘇拉·費南德斯、阿道夫·費南德斯撫養大的。1990年，麥克林與母親遷至奧蘭多以便更好地發展演藝事業。在為迪士尼樂園演出數次後，他加入了新好男孩組合並一舉成名。

### 精神疾病
麥克林在加入樂隊後迅速成名，並成為了樂隊中的「壞孩子」。2001年，樂隊的其他成員表示對麥克林的一些舉動感到很失望，麥克林在這段時期情緒消沉，染上了酒癮與可卡因毒癮。後來他的母親丹尼斯·麥克林撰寫了一本名為《新好男孩的母親》（Backstreet Mom）的書，詳細描述了麥克林在成為癮君子前後的生活。
2003年12月，麥克林與母親參加了一次脫口秀，他詳細介紹了他的抑郁症、酒癮以及毒癮的病史。在這次脫口秀上，凱文·理查森、布萊恩·利特爾、豪兒·多羅夫與尼克·卡特突然出現，給了麥克林一個惊喜。他們討論了麥克林的疾病，並鼓舞麥克林重新站起來。這幾乎是新好男孩兩年來第一次在一起。

### 另一個自我
為了將自己內心深處的另一個自我得到釋放，在不用作為新好男孩的一員演出時，麥克林將自己化名為“強尼·無名氏”（Johnny No Name）。 兩個自我擁有相同之處，都是單親家庭長大，都在年輕時與外祖父母生活。然而兩者不同的是，強尼曾入獄，而麥克林沒有。 麥克林經常以「強尼·無名氏」為名參加紐約附近的搖滾樂團。他還成立了基金會，為糖尿病研究和校園音樂的發展籌集善款。麥克林還曾以無名約翰的身份做了九城巡演來支持VH1電視臺。
麥克林原本打算採用「強尼·蘇」（Johnny Suede）作為自己的藝名，這個名字是布拉德·皮特曾飾演的一角色名。後來電影片方要起訴麥克林，他便將名字改作「強尼·無名氏」。

## 相關連結
- A.J Mclean My Space（页面存档备份，存于）
- A.J Mclean 官方網站（页面存档备份，存于）
- A·J·迈克林在互联网电影资料库（IMDb）上的資料（英文）